# Carl Remigius Fresenius
Carl Remigius Fresenius (ur. 28 grudnia 1818 we Frankfurcie nad Menem, zm. 11 czerwca 1897 w Wiesbaden) – niemiecki chemik.
Studiował w Bonn, a następnie został asystentem Justusa Liebiga w Gießen, gdzie w 1843 r. uzyskał habilitację. W 1845 r. został profesorem chemii, fizyki i technologii w Nassauisches Landwirtschaftliche Institut w Wiesbaden, a w 1845 r. założył własne laboratorium chemiczne.